# Los Angeles Theatre Center
Das Los Angeles Theatre Center ist eine Einrichtung der Stadt Los Angeles, das von der Latino Theater Company geführt wird. Im Januar 2006 mietete die Latino Theater Company das Los Angeles Theatre Center für 20 Jahre und bekam von der California Cultural und Historical Endowment vier Millionen US-Dollar staatliche Zuwendungen, um das Gebäude zu renovieren. Im Oktober 2007 wurde es als neues Los Angeles Theatre Center eröffnet.